# Quatrième collège du Nord (Douai) de 1831 à 1848
Le quatrième collège du Nord était l'une des 12 circonscriptions législatives françaises que comptait le département du Nord pendant la Monarchie de Juillet.

## Description géographique et démographique
Le 4e collège du Nord (Douai) était situé à la périphérie de l'agglomération douaisienne. Située entre les arrondissements de Lille et de Cambrai, la circonscription est centrée autour de la ville de Douai.  
Elle regroupait les divisions administratives suivantes : Canton de Douai-Nord ; Canton de Douai-Ouest  et le Canton de Douai-Sud.

## Historique des députations
| Législature    | Début de mandat   | Fin de mandat   | Député élu                  | Parti politique        | Observations                                                |
| -------------- | ----------------- | --------------- | --------------------------- | ---------------------- | ----------------------------------------------------------- |
| 2e législature | 5 juillet 1831    | 25 mai 1834     | Charles-Édouard de Montozon | Majorité ministérielle |                                                             |
| 3e législature | 21 juin 1834      | 3 octobre 1837  | Charles-Édouard de Montozon | Majorité ministérielle |                                                             |
| 4e législature | 4 novembre 1837   | 2 février 1839  | Charles-Édouard de Montozon | Majorité ministérielle |                                                             |
| 5e législature | 2 mars 1839       | 12 juin 1842    | Charles-Édouard de Montozon | Majorité ministérielle |                                                             |
| 6e législature | 9 juillet 1842    | 13 août 1845    | Charles-Édouard de Montozon | Majorité ministérielle | Le député de Montozon nommé Pair de France le 14 août 1845. |
| 6e législature | 27 septembre 1845 | 6 juillet 1846  | Emmanuel Choque             | Gauche                 |                                                             |
| 7e législature | 1er août 1846     | 24 février 1848 | Amédée Bommart              | Majorité ministérielle |                                                             |